# Coco Austin
Nicole Natalie Marrow (nascida Austin) (Tarzana, 17 de março de 1979), comumente conhecida como Coco Austin, Coco, Coco Marie Austin, Coco Marie, Coco-T, é uma atriz americana, dançarina, modelo de glamour e personalidade na web. Ela é casada com o rapper-ator Ice-T (nome artístico de Tracy Marrow) desde janeiro de 2002.

## Início da vida
Austin nasceu em Tarzana, Califórnia, e foi criado na vizinha Palos Verdes. Ela tem ascendência sérvia através de avós maternos nascidos na Sérvia. Austin também tem uma irmã mais nova chamada Kristy Williams e três irmãos mais novos. Quando criança, seu irmão pronunciava mal o nome dela, dizendo "Cole Cole" ou "Co-co" no lugar de "Nicole". Eventualmente, sua família começou a chamá-la de Coco. A família mudou-se para Albuquerque, Novo México, quando ela tinha 10 anos. Ela cresceu como uma moleca, andando em veículos todo-o-terreno e jogando futebol. Austin começou a dançar (jazz, sapateado e balé).

## Carreira
Aos 18 anos, Austin começou a se especializar em maiôs, lingerie e modelagem corporal, para calendários, catálogos e vídeos. Ela venceu o concurso Miss Ujena de 1998 no México. Em 2001, Austin começou a trabalhar em eventos e festas na Mansão Playboy. Ela apareceu em filmes de baixo orçamento com classificação restrita, incluindo Southwest Babes (2001), Desert Rose (2002) e The Dirty Monks (2004).
Ela foi apresentada em um layout na edição de março de 2008 da revista Playboy e teve um papel no filme Thira (também conhecido como Santorini Blue, que co-estrelou seu marido). Austin apareceu no game show da NBC Celebrity Family Feud em 24 de junho de 2008 (com prêmios doados para instituições de caridade). Ela e seu marido, o rapper-ator Ice-T, competiram contra Joan e Melissa Rivers.
Austin desempenhou o papel principal de Bo Peep na revista Peepshow de Las Vegas de dezembro de 2012 a 1 de setembro de 2013, substituindo Holly Madison no papel.
Austin e Ice-T estrelam o reality show Ice Loves Coco, que estreou em 12 de junho de 2011, no canal E!. O show durou três temporadas e terminou em fevereiro de 2014. Após o cancelamento do programa, os tablóides noticiaram que Austin e seu marido estavam se preparando para lançar outro reality show sob a direção da produtora de Ryan Seacrest. Ela também fez uma aparição no videoclipe do rapper Lil 'Kim para seu single "Go Awff" em 2019.

## Vida pessoal
Austin e o rapper Tracy "Ice-T" Marrow se casaram em janeiro de 2002. Eles renovaram seus votos em Hollywood em 4 de junho de 2011. Em 2006, o casal fez sua casa em um apartamento de cobertura que possuíam em North Bergen, New Jersey. Em 2012, eles iniciaram a construção de uma casa de cinco quartos em Edgewater, New Jersey, que deveria ser concluída até o final daquele ano. O casal acabou se mudando para sua casa em algum momento durante 2018 e 2019. Enquanto aguardava a conclusão de sua nova casa, em novembro de 2015, o casal anunciou que sua filha, Chanel Nicole, havia nascido em 28 de novembro.